# Bismarckturm (Salzgitter)
Der Bismarckturm in Salzgitter ist ein 1900 fertiggestellter Aussichtsturm, der in 272 m Höhe etwa 200 m südlich vom Gipfel des 275,3 m ü. NHN hohen Hambergs in Salzgitter-Bad steht. Neben dem Turm befindet sich eine Ausflugsgaststätte. Die Initiative zum Bau des Turms war im April 1899 vom Salzgitterschen Zweigverein des Harzklubs ausgegangen.

## Geschichte
Der Bau des Bismarckturms Salzgitter wurde am 8. Mai 1899 vom Harzklub beschlossen. Schon am 3. Mai 1899, also bereits vor dem Beschluss, den Turm zu errichten, wurde der Hamberg als Standort festgelegt und der Bauplatz von der Forstgenossenschaft Gitter erworben. Am 10. September 1899 erfolgte die Grundsteinlegung. Die Bauarbeiten wurden von Hönerbach/Salzgitter und der Maschinen- und Stahlbaufirma Weule/Alt Wallmoden ausgeführt.
Da die Baugenehmigung erst am 12. Januar 1900 erteilt wurde, verzögerte sich die Fertigstellung des Turms bis zum 12. August 1900. Am 21. Juli 1900 wurde die Einrichtung eines Bismarckmuseums beschlossen. Hierzu wurde im Eingangsbereich eine 2 Meter hohe und ca. 700 kg schwere Siegestrophäe mit einem Bild Bismarcks aufgestellt, die bis 1965 hier stand. Der Turm wurde 1990 und 2002 saniert.

## Beschreibung
Der Turm besteht aus einem 5 m hohen steinernen Sockel und einem 12 m hohen Eisengerüst.  Über 24 Steinstufen gelangt man in dem zu Ehren des Altkanzlers Bismarck errichteten Aussichtsturm zur ersten Plattform, die das Dach des Sockels bildet. Die oberste von vier Plattformen im Stahlgerüst erreicht man von dort aus über 56 eiserne Stufen. Der denkmalgeschützte Turm ist einer von drei Bismarcktürmen in Deutschland, die aus einer Eisenkonstruktion bestehen.

## Heimkehrerkreuz
Vom „Verband der Heimkehrer e. V., Ortsverband Salzgitter-Bad“ wurde 1950 am Bismarckturm ein Holzkreuz errichtet, das in den Monaten November bis Januar den aus der Kriegsgefangenschaft Heimkehrenden mit Glühlampen-Beleuchtung symbolisch den Weg weisen sollte. Das Kreuz wurde mehrfach erneuert. In der jetzigen [Stand: März 2012] Form handelt es sich um eine Metallkonstruktion an der Südseite des Turms. Der weithin sichtbaren Beleuchtung dienten seit 1965 Leuchtstofflampen, die im Frühjahr 2014 durch LED-Technik ersetzt wurden. Seit Ende 2003 sorgt nach Auflösung des Heimkehrer-Ortsverbandes ein spezieller Verein für den Unterhalt des Lichtkreuzes, das auch als „Heimkehrerkreuz“ bezeichnet wird.
Gedenktafeln und ein Granitkreuz am Turmsockel mahnen: „Gegen alle Kriege“.